# Distrikt Sallique
Der Distrikt Sallique liegt in der Provinz Jaén in der Region Cajamarca im Norden Perus. Der Distrikt wurde am 2. Januar 1857 gegründet. Er besitzt eine Fläche von 365 km². Beim Zensus 2017 wurden 7515 Einwohner gezählt. Im Jahr 1993 lag die Einwohnerzahl bei 6815, im Jahr 2007 bei 7798. Sitz der Distriktverwaltung ist die 1678 m hoch gelegene Ortschaft Sallique mit 964 Einwohnern (Stand 2017). Sallique befindet sich 56 km westlich der Provinzhauptstadt Jaén.

## Geographische Lage
Der Distrikt Sallique befindet sich in der peruanischen Westkordillere im Nordwesten der Provinz Jaén. Der Río Huancabamba fließt entlang der westlichen Distriktgrenze nach Süden. Entlang der östlichen Distriktgrenze verläuft ein Gebirgskamm, der an der nordöstlichen Distriktgrenze im Cerro Bravo eine Höhe von 3970 m erreicht. Der Río Sallique durchquert den zentralen Teil des Distrikts in westlicher Richtung.
Der Distrikt Sallique grenzt im Westen an den Distrikt Huarmaca (Provinz Huancabamba), im Norden an den Distrikt Sóndor (ebenfalls in der Provinz Huancabamba), im äußersten Nordosten an den Distrikt Tabaconas (Provinz San Ignacio), im Osten an den Distrikt Chontalí sowie im Süden an den Distrikt San Felipe.

## Ortschaften
Neben dem Hauptort gibt es folgende größere Ortschaften im Distrikt:
- Chalamache
- El Espino
- Mazin
- Palambe
- Pashul
- Saulaca
- Tabacal
- Tailin